# Kassandrinó
Kassandrinó (Kassandrino) är en ort i Grekland.   Den ligger i prefekturen Chalkidike och regionen Mellersta Makedonien, i den nordöstra delen av landet, 230 km norr om huvudstaden Aten. Kassandrinó ligger 82 meter över havet och antalet invånare är 223.
Terrängen runt Kassandrinó är kuperad åt sydost, men åt nordväst är den platt. Havet är nära Kassandrinó österut.  Närmaste större samhälle är Kassandra, 4,9 km nordväst om Kassandrinó. 